# Yasmin Levy
Yasmin Levy (Hebreeuws: יסמין לוי) (Jeruzalem, 23 december 1975) is een Israëlische zangeres van Sefardisch-Joodse komaf. Ze vertolkt vooral Sefardische muziek of Ladino-muziek. Ze wordt gezien als een belangrijke vertegenwoordiger van Sefardische en Ladino-muziek die een belangrijke bijdrage heeft geleverd aan de internationale interesse voor dit genre.

## Biografie
Haar vader Yitzhak Levy werkte voor een nationale Israëlische radio-omroep, als conservator van en researcher naar Ladino-muziek. Haar moeder was zangeres. Als jong meisje speelde Levy piano en vanaf haar twintigste begon ze serieus met zingen. Ze debuteerde als zangeres toen ze als gastartiest optrad tijdens een concert van haar moeder. Levy's doorbraak kwam in 2002, met haar optreden tijdens het Womex festival in Spanje.
In haar muziek zijn de invloeden van de tijd die ze in Spanje doorbracht duidelijk te horen. Na haar eerste album, Romance and Yasmin, een verzameling traditionele Ladino-songs, laat Levy ook op het tweede album La Juderia de flamenco doorklinken in haar liedjes.
Haar muziek is een mix van diverse invloeden uit het Middellandse Zeegebied, met name Joodse en Arabische muziek en flamenco. Ook fado en tango zijn te horen in Levy's muziek.
In 2009 bracht Levy het album Sentir uit, geproduceerd door Javier Limón. In 2010 werkte ze mee aan zijn album Mujeres de Agua.
Levy kreeg een eervolle vermelding bij de International Songwriting Competition voor haar song Asi Soy. Daarnaast won ze de Anna Lindhprijs voor cross-culturele samenwerking. In Nederland werd ze genomineerd voor een Edison. Levy werd driemaal genomineerd voor een BBC Radio 3 Award for World Music. De Franco-Duitse tv-zender ARTE zond een documentaire over haar uit met de titel Music Mon Amour.

## Discografie
| Album met eventuele hitnotering(en) in de Nederlandse Album Top 100 | Datum van verschijnen | Datum van binnenkomst | Hoogste positie | Aantal weken | Opmerkingen |
| ------------------------------------------------------------------- | --------------------- | --------------------- | --------------- | ------------ | ----------- |
| Romance & Yasmin                                                    | 2004                  | -                     |                 |              |             |
| La juderia                                                          | 2005                  | -                     |                 |              |             |
| Mano suave                                                          | 2007                  | -                     |                 |              |             |
| Sentir                                                              | 2009                  | 10-10-2009            | 89              | 1            |             |
| Libertad                                                            | 2012                  | -                     |                 |              |             |
| Tango                                                               | 2014                  | -                     |                 |              |             |